# Англь-сюр-л'Англен
Англь-сюр-л'Англе́н, Анґль-сюр-л'Анґлен (фр. Angles-sur-l'Anglin) — муніципалітет у Франції, у регіоні Нова Аквітанія, департамент В'єнна. Населення — 353 особи (01.01.2021).
Муніципалітет розташований на відстані близько 270 км на південний захід від Парижа, 45 км на схід від Пуатьє.

## Демографія
Динаміка населення (Cassini і Insee ):
Розподіл населення за віком та статтю (2006):
| Стать | Всього | До 15 років | 15-24 | 25-44 | 45-64 | 65-85 | Понад 85 |
| --- | ------ | ----------- | ----- | ----- | ----- | ----- | -------- |
| Чоловіки | 204    | 32          | 12    | 28    | 60    | 60    | 12       |
| Жінки | 196    | 16          | 8     | 20    | 76    | 68    | 8        |
| \| Статево-вікова піраміда \| Статево-вікова піраміда \| Статево-вікова піраміда \| \| ----------------------- \| ----------------------- \| ----------------------- \| \| Чоловіки \| Вік \| Жінки \| \| 12 \| 85 + \| 8 \| \| 4 \| 80-84 \| 24 \| \| 16 \| 75-79 \| 24 \| \| 16 \| 70-74 \| 8 \| \| 24 \| 65-69 \| 12 \| \| 12 \| 60-64 \| 36 \| \| 20 \| 55-59 \| 4 \| \| 4 \| 50-54 \| 20 \| \| 24 \| 45-49 \| 16 \| \| 12 \| 40-44 \| 8 \| \| 0 \| 35-39 \| 4 \| \| 4 \| 30-34 \| 4 \| \| 12 \| 25-29 \| 4 \| \| 8 \| 20-24 \| 8 \| \| 4 \| 15-20 \| 0 \| \| 12 \| 10-14 \| 4 \| \| 12 \| 5-9 \| 8 \| \| 8 \| 0-4 \| 4 \| |        |             |       |       |       |       |          |
| Статево-вікова піраміда |        |             |       |       |       |       |          |
| Чоловіки | Вік    | Жінки       |       |       |       |       |          |
| 12 | 85 +   | 8           |       |       |       |       |          |
| 4 | 80-84  | 24          |       |       |       |       |          |
| 16 | 75-79  | 24          |       |       |       |       |          |
| 16 | 70-74  | 8           |       |       |       |       |          |
| 24 | 65-69  | 12          |       |       |       |       |          |
| 12 | 60-64  | 36          |       |       |       |       |          |
| 20 | 55-59  | 4           |       |       |       |       |          |
| 4 | 50-54  | 20          |       |       |       |       |          |
| 24 | 45-49  | 16          |       |       |       |       |          |
| 12 | 40-44  | 8           |       |       |       |       |          |
| 0 | 35-39  | 4           |       |       |       |       |          |
| 4 | 30-34  | 4           |       |       |       |       |          |
| 12 | 25-29  | 4           |       |       |       |       |          |
| 8 | 20-24  | 8           |       |       |       |       |          |
| 4 | 15-20  | 0           |       |       |       |       |          |
| 12 | 10-14  | 4           |       |       |       |       |          |
| 12 | 5-9    | 8           |       |       |       |       |          |
| 8 | 0-4    | 4           |       |       |       |       |          |

## Економіка
2010 року серед 183 осіб працездатного віку (15—64 років) 114 були активними, 69 — неактивними (показник активності 62,3%, у 1999 році було 66,5%). З 114 активних мешканців працювали 103 особи (58 чоловіків та 45 жінок), безробітними було 11 (4 чоловіки та 7 жінок). Серед 69 неактивних 9 осіб було учнями чи студентами, 35 — пенсіонерами, 25 були неактивними з інших причин.

У 2010 році в муніципалітеті числилось 192 оподатковані домогосподарства, у яких проживали 363,5 особи, медіана доходів виносила 18 118 євро на одного особоспоживача

## Зовнішні посилання
- Офіційний сайт муніципалітету [Архівовано 22 серпня 2009 у Wayback Machine.]
- Англь-сюр-л'Англен на сайті французького Національного інституту географії[недоступне посилання з червня 2019]
- Англь-сюр-л'Англен на сайті французького Національного інституту статистики й економічних досліджень